# Себастјен Телије
Себастјен Телије (фр. Sébastien Tellier, IPA: ; Ле Плеси-Бушар, 22. фебруар 1975) француски је певач и учесник Песме Евровизије 2008, на којој је певао песму Divine.